# Nuoto sincronizzato ai XVII Giochi panamericani
Il nuoto sincronizzato ai XVII Giochi panamericani si è svolto al Pan Am Sports Centre di Toronto, in Canada, dal 9 al 11 luglio 2015. Essendo uno sport esclusivamente femminile, non era prevista alcuna disciplina in ambito maschile. Le gare sono iniziate un giorno prima dell'apertura dei Giochi per via dei campionati mondiali di nuoto 2015 che si tengono a Kazan' e che inizieranno prima della fine dei Giochi panamericani. Entrambi gli eventi, il duo e la gara a squadre, sono stati vinti dalle canadesi, che hanno ribadito il successo di 4 anni prima ai Giochi di Guadalajara.

## Calendario
Tutti gli orari secondo il Central Standard Time (UTC-6).
| Data          | Inizio | Evento  | Fase            |
| ------------- | ------ | ------- | --------------- |
| Gio 9 luglio  | 12:00  | Duo     | Routine tecnica |
| Gio 9 luglio  | 18:00  | Squadre | Routine tecnica |
| Sab 11 luglio | 11:00  | Duo     | Routine libera  |
| Sab 11 luglio | 15:00  | Squadre | Routine libera  |

## Risultati
| Evento  | Oro | Argento | Bronzo |
| Duo     | Canada Jacqueline Simoneau Karine Thomas | Messico Karem Achach Nuria Diosdado                                                                                               | Stati Uniti Mariya Koroleva Alison Williams                                                                                        |
| Squadre | Canada Gabriella Brisson Annabelle Frappier Claudia Holzner Lisa Mikelberg Marie-Lou Morin Samantha Nealon Jacqueline Simoneau Karine Thomas | Messico Karem Achach Karla Arreola Isabel Delgado Nuria Diosdado Evelyn Guajardo Joana Jimenez Samantha Rodríguez Jessica Sobrino | Stati Uniti Anita Alvarez Claire Barton Mary Killman Mariya Koroleva Sandra Ortellado Sarah Rodríguez Karensa Tjoa Alison Williams |

## Medagliere
| Posizione | Nazione     | Oro | Argento | Bronzo | Totale |
| --------- | ----------- | --- | ------- | ------ | ------ |
| 1         | Canada      | 2   | 0       | 0      | 2      |
| 2         | Messico     | 0   | 2       | 0      | 2      |
| 3         | Stati Uniti | 0   | 0       | 2      | 2      |